# Berthella strongi
Berthella strongi är en snäckart som först beskrevs av Frank Mace MacFarland 1966.  Berthella strongi ingår i släktet Berthella och familjen Pleurobranchidae. Inga underarter finns listade i Catalogue of Life.